# Veljko Kadijević
Veljko Kadijević (serb. Вељко Кадијевић) (ur. 21 listopada 1925 w Glavina Donja, zm. 2 listopada 2014 w Moskwie) – ostatni minister obrony narodowej Socjalistycznej Federacyjnej Republiki Jugosławii, a następnie minister obrony narodowej Federalnej Republiki Jugosławii. Będąc generałem armii stał na czele Jugosłowiańskiej Armii Ludowej w okresie wojny ze Słowenią oraz wojny z Chorwacją. Po tym jak skontaktował się z nim Międzynarodowy Trybunał Karny dla byłej Jugosławii wyjechał do Rosji, gdzie przebywał jako uchodźca.
W listopadzie 2007 roku chorwackie ministerstwo sprawiedliwości wystąpiło do władz rosyjskich o jego zatrzymanie. Kadijević był oskarżony przez chorwacki wymiar sprawiedliwości o liczne zbrodnie wojenne popełnione w latach 1991 (Vukovar), 1996 (Bjelovar) i 2006 (Osijek). Jego wydalenie z Rosji zostało uniemożliwione poprzez nadanie mu rosyjskiego obywatelstwa we wrześniu 2008 roku.